# Pfarrkirche St. Gertraud im Lavanttal

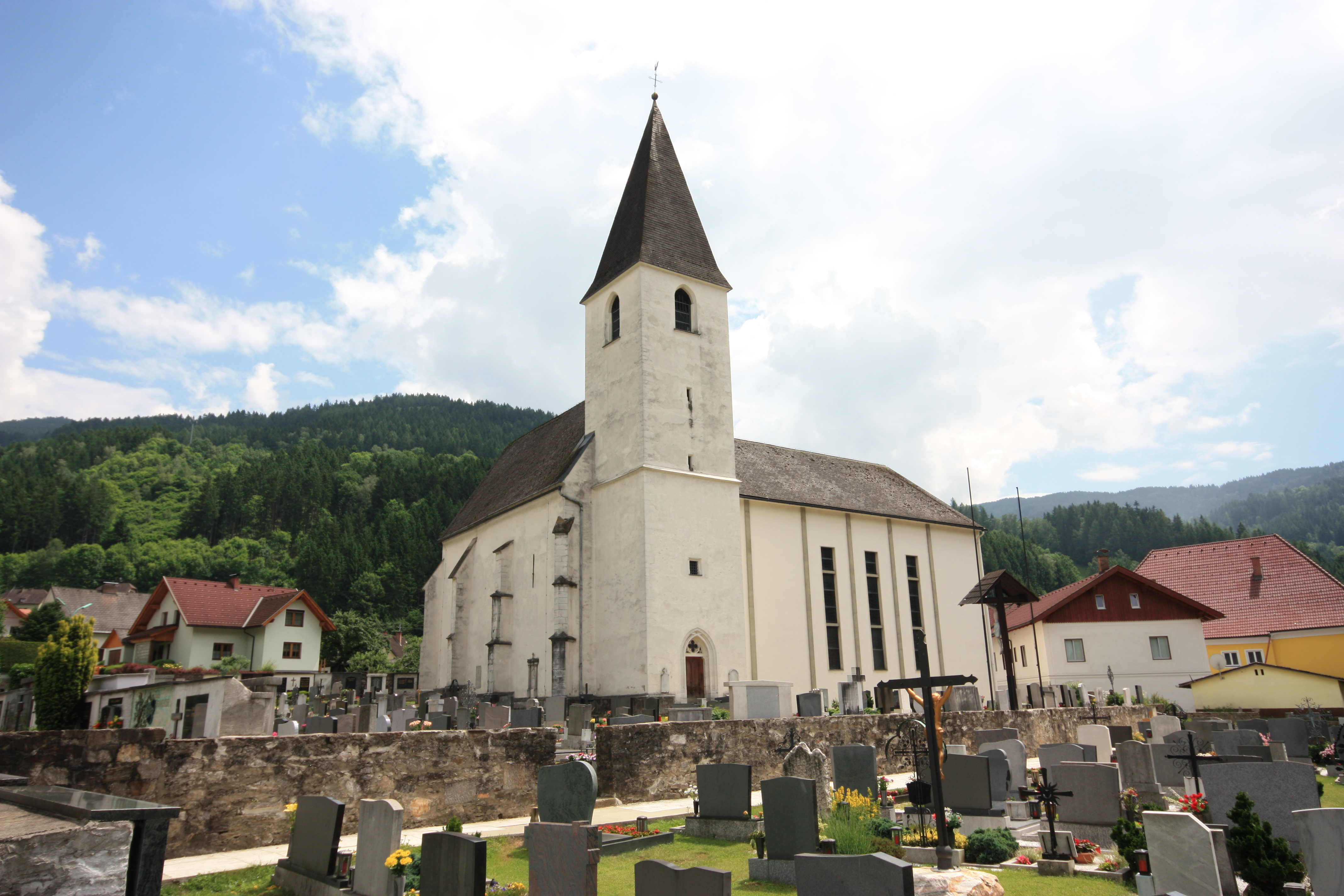
Pfarrkirche St. Gertraud im Lavanttal

Die römisch-katholische Pfarrkirche St. Gertraud im Lavanttal in der Gemeinde Frantschach-St. Gertraud ist ein ursprünglich romanischer Bau, der 1963/1964 an der Südseite um einen großen Saalbau erweitert und dadurch genordet wurde. Die erstmals 1289 genannte Kirche wurde 1539 zur Pfarre erhoben. Das Kirchengebäude samt Friedhof steht unter Denkmalschutz (Listeneintrag).

## Baubeschreibung
Der dem ursprünglichen Langhaus vorgestellte Turm mit spitzbogigen Schallöffnungen und einem runden Treppenturm im Südwesten wird von einem Pyramidenhelm bekrönt. Das verstäbte Westportal mit Vierpass im Tympanon ist am Kragstein mit 1526 bezeichnet.
Der alte Kirchenbau wird von zwei- und dreistufigen Strebepfeilern gestützt. In der Südfassade des neuen Langhauses ist ein großes, rechteckiges Fenster, darunter ein Portal mit Treibarbeiten aus Messingblech an den Flügeltüren. Beide wurden 1963/1964 von Hubert Hochleitner geschaffenen. Die Fenster an der Ost- und Westseite haben farbige Glasscheiben.
Im Inneren wird der flachgedeckte Saal von 1963 durch fünf schlanke Betonstützen gegliedert. Die Südmauer des gotischen Kirchenschiffes wurde mit einem Spitzbogen durchbrochen. Im dreijochigen, ehemaligen Langhaus, das heute als Altarraum dient, ruht ein Netzgratgewölbe auf Runddiensten, die in der Kapitellzone verstärkt und mit Tartschen versehen sind.
An der Westseite führt eine Spitzbogenarkade ins kreuzrippengewölbte Turmerdgeschoß, in dem heute eine Taufkapelle untergebracht ist. Der ehemalige, einjochige Chor mit Netzrippengewölbe und Dreiachtelschluss dient heute als Kapelle.
An der Südwand des Altbaus hat sich ein Votivbild von 1616 erhalten. Die um 1420 gemalten, spätbarocken Fresken der Heiligen Katharina und Magdalena wurden an die Westwand des Neubaus übertragen.

## Einrichtung
An der Altarwand ist ein lebensgroßes Holzkruzifix vom Ende des 17. Jahrhunderts angebracht. Zwei gotische, mit 1526 und 1537 bezeichnete Steinkonsolen mit Steinmetzzeichen wurden an den neuen Chorbogen übertragen. Darauf stehen die um 1500 gefertigten Holzfiguren der heiligen Gertrud und des Apostels Bartholomäus. Am Ambo sind um 1890 entstandene neugotische Relieffiguren angebracht. Zur weiteren Ausstattung der Kirche zählt eine spätgotische Madonnenstatue vom Ende des 15. Jahrhunderts.